# Tunnel Kulch
Der Tunnel Kulch ist ein Eisenbahntunnel der Neubaustrecke Ebensfeld–Erfurt von 1331 m Länge in der Nähe von Altenbanz zwischen den Streckenkilometern 92,693 und 94,024. Der Tunnel ist nach der Kulch benannt, der mit 483 Metern höchsten Kuppe der Banzer Berge.
Die Röhre gehört zum Bauabschnitt 3110 (auch Bauabschnitt Lichtenfels genannt) der Neubaustrecke, der zwischen den Baukilometern 9,090 und 15,144 liegt und zusätzlich den Tunnel Lichtenholz, die Mühlbachbrücke Untersiemau und fünf Straßenüberführungen sowie die Erdarbeiten an der freien Strecke umfasst. Das Vergabepaket an die Arbeitsgemeinschaft NBS Lichtenfels hatte eine Auftragssumme von 110 Millionen Euro netto. Der Baubeginn war Oktober 2009, die Fertigstellung war 2013. Die Geländeeinschnitte vor beiden Tunnelportalen wurden eingezäunt.

## Geschichte

### Bau
Der Tunnel wurde, als vierter von acht Tunneln der Strecke in Bayern, am 14. Oktober 2010 angeschlagen. Als Tunnelpatin fungierte Petra Platzgummer-Martin, Vizepräsidentin der Regierung von Oberfranken.
Der Tunnel durchfährt das Liasland westlich von Altenbanz zu Füßen der Kulch, einer 483 Meter hohen Erhebung der Banzer Berge. Er wurde in nördlicher Richtung in weiten Teilen mit Baggern ausgegraben, im mittleren Teil teilweise auch gesprengt. Das Bauwerk hat eine zweischalige, druckwasserdichte Innenschale. Ein Teil der geplanten 330.000 m³ Ausbruchsmassen wurden in benachbarten Abschnitten der Neubaustrecke eingebaut, der Rest als „Landschaftsmodellierungen“ deponiert.
Der Tunnel wurde am 20. November 2011 am Nordportal durchgeschlagen. Der Ausbruch wurde auf der Deponie Weinberg (50° 8′ 47″ N, 10° 57′ 5″ O), südöstlich vom Südportal, eingebaut. Die Herstellung der inneren Tunnelschale erfolgte ausgehend vom Südportal in Richtung Norden. Zwischen Altenbanz und Rossach entstand bei Streckenkilometer 93,414 ein Rettungsschacht. Am 15. August 2013 besichtigten rund 2500 Anwohner und Gäste das Bauwerk.
Die Investitionssumme liegt bei 41 Millionen Euro.

## Fotos von Bauzuständen

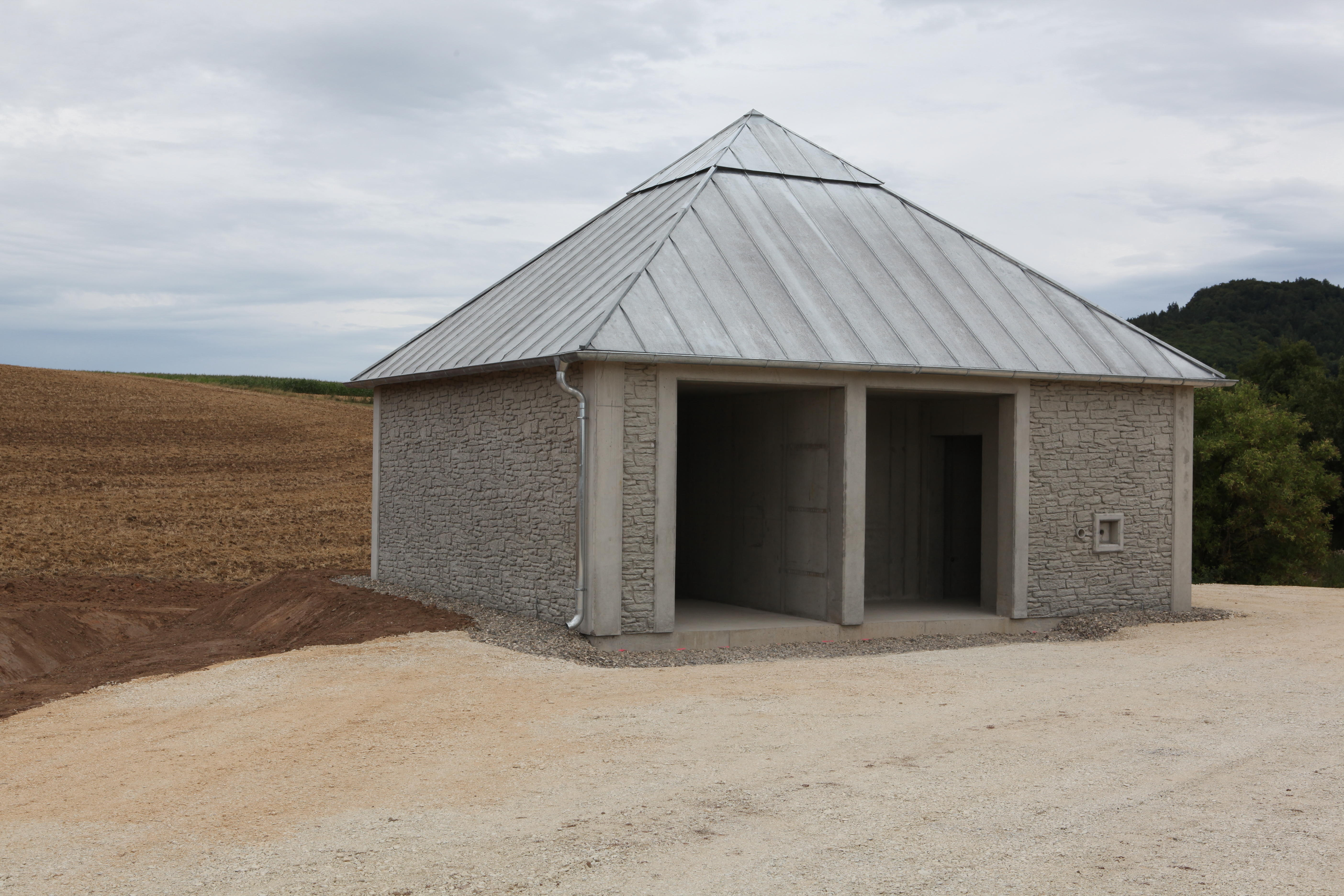
Rettungsschacht an der Gemeindeverbindungs- straße Altenbanz–Rossach 50° 9′ 30″ N, 10° 57′ 25″ O
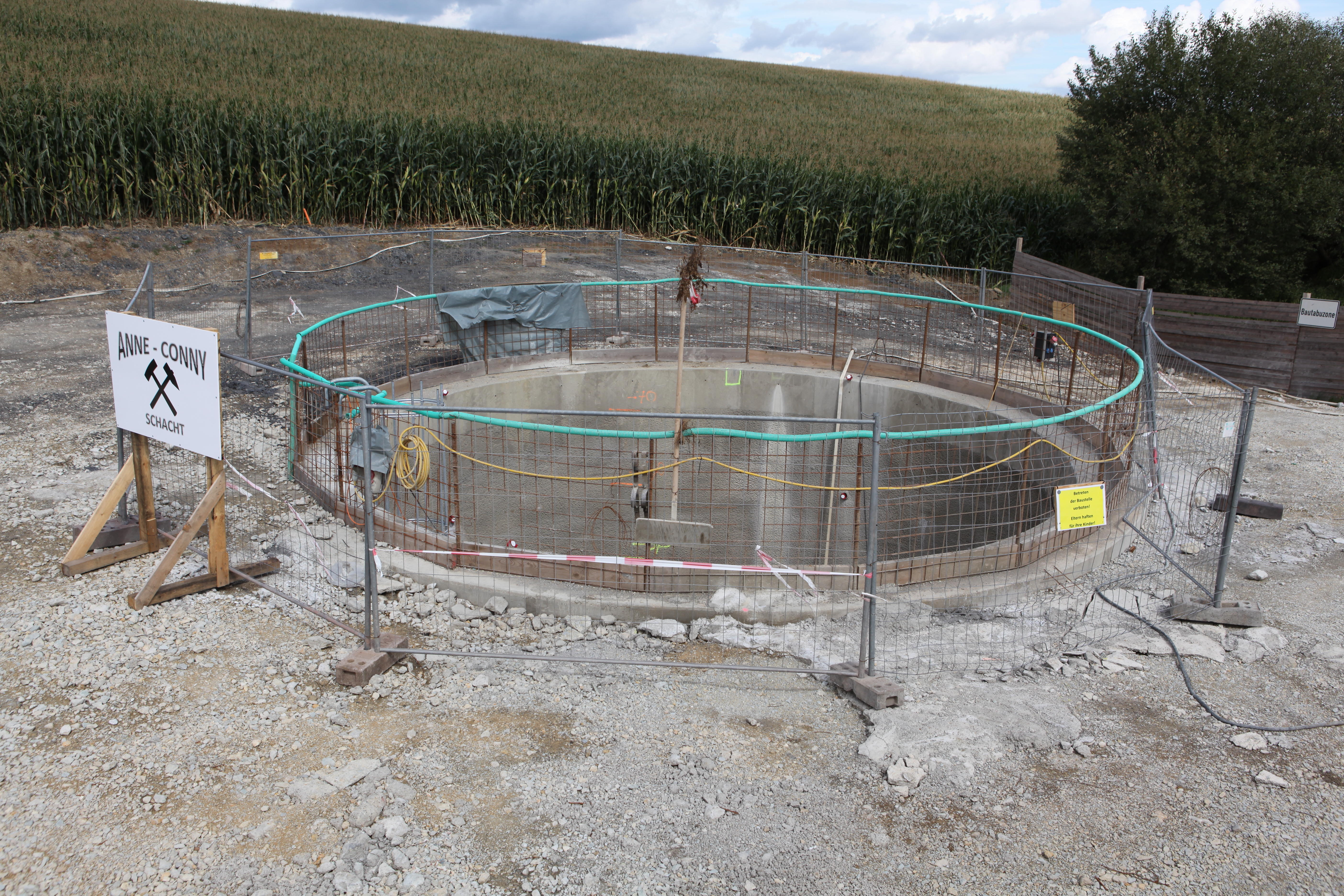
Rettungsschacht August 2011
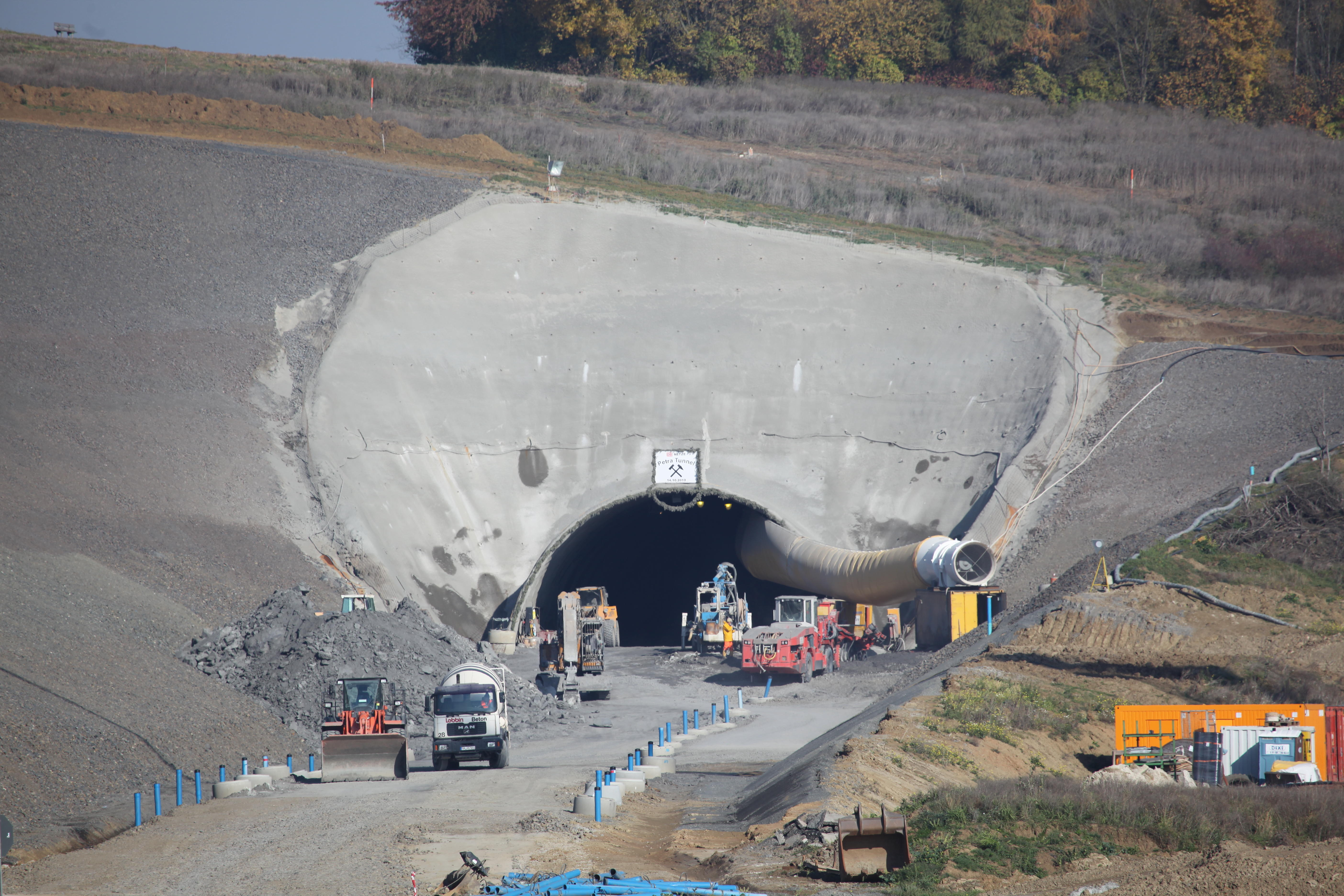
Südportal November 2010
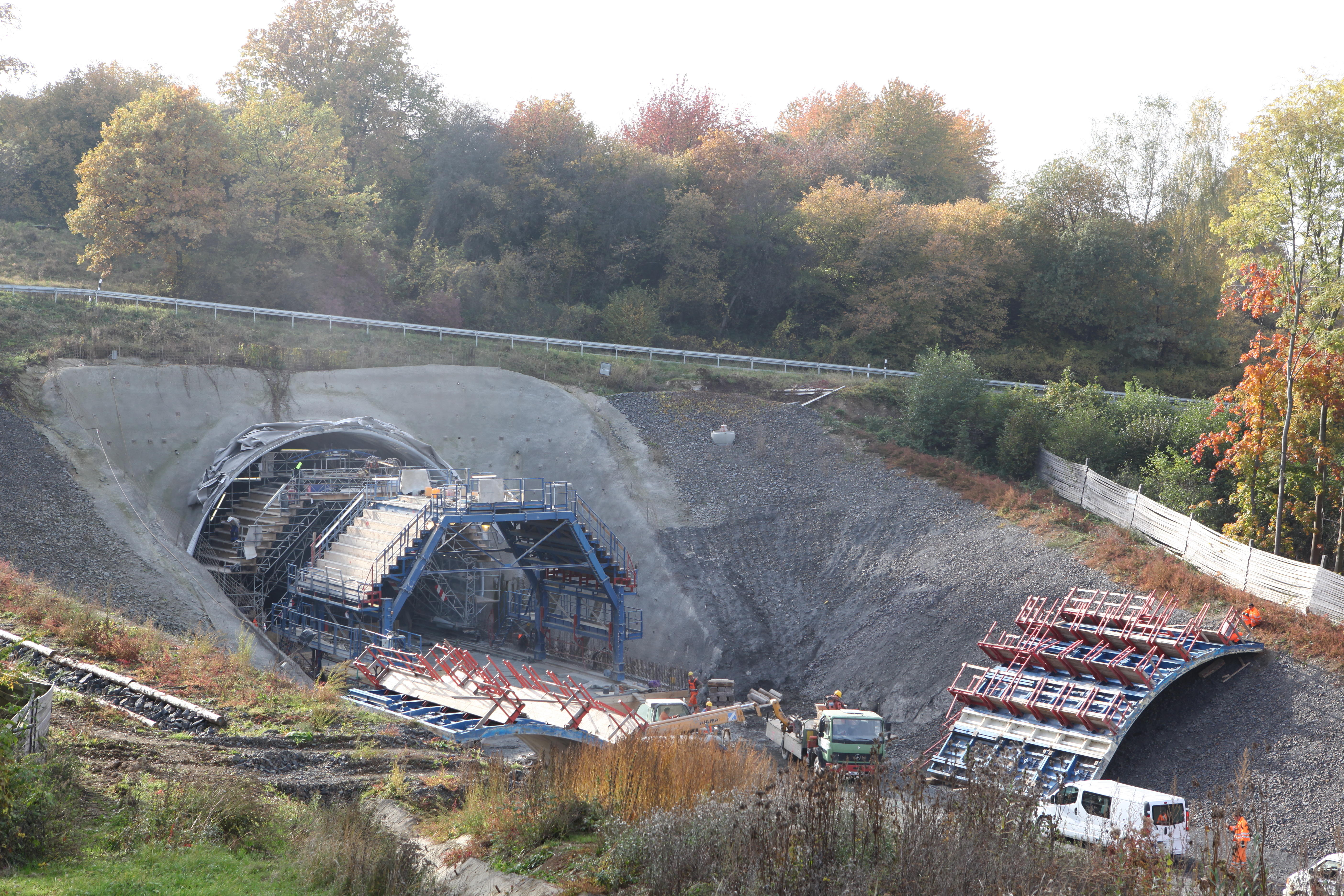
Nordportal Oktober 2012